# جبل تربخ
جبل تربخ عبارة عن جبل بركاني خامد يقع في السعودية، ويقع تحديداً في حرة الشاقة الواقعة بين منطقتي المدينة المنورة وتبوك. يبلغ ارتفاع الجبل نحو 1423 م.